# Condado de Atoka
O Condado de Atoka é um dos 77 condados do estado norte-americano de Oklahoma. A sede de condado é Atoka, que é também a sua maior cidade.
O condado tem uma área de 2564 km² (dos quais 30 km² estão cobertos por água), uma população de 13 879 habitantes, e uma densidade populacional de 5,5 hab/km² (segundo o censo nacional de 2000). O condado foi fundado em 1907 e recebeu o seu nome em homenagem ao capitão Atoka, um ameríndio da tribo Choctaw.

## Cidades e vilas

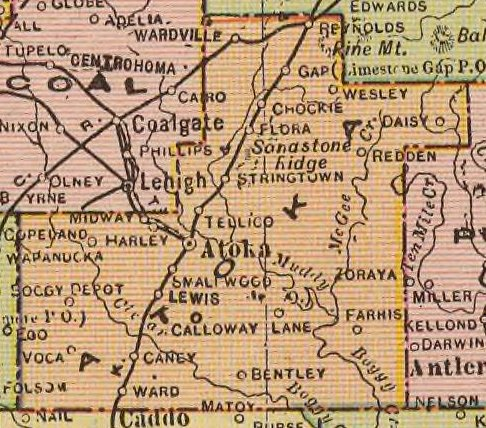
Mapa do condado de Atoka em 1909

- Atoka
- Bentley
- Bethany
- Blackjack
- Boehler
- Boggy Depot
- Bruno
- Burg
- Caney
- Centerpoint
- Chockie
- Cook
- Crystal
- Daisy
- Dok
- East Allison
- East Talico
- Farris
- Flora
- Forrest Hill
- Fugate
- Goss
- Grassy Lake
- Half Bank Crossing
- Harmony
- Hickory Hill
- High Hill
- Hopewell
- Iron Stob
- Lane
- Limestone Gap
- Lone Pine
- Mayers Chape
- McGee Valley
- Mt. Carmel
- Mt. Olive
- Negro Bend
- New Hope
- Nix
- Old Farris
- Patapoe
- Payton Crossing
- Pine Springs
- Plainview
- Pleasant Hill
- Redden
- Reynolds
- Rock Springs
- Standing Rock
- Star
- Stringtown
- Taloah
- Tushka
- Valley View
- Voca
- Wards Chapel
- Wardville
- Webster
- Wesley
- West Allison
- West Telico
- Wilson